# Eve Garnett
Eve Garnett född 9 januari 1900 i Worcestershire,  död 5 april 1991 i Lewes, Sussex, var en brittisk författare och illustratör. Hon studerade vid två skolor i Devon och vid Alice Ottley School i Worcester därefter började hon vid Chelsea Polytechnic konstskola och Royal Academy.
Garnett fick i uppdrag att illustrera Evelyn Sharps bok The London Child, 1927 och kom därigenom till insikt om hur det såg ut i de fattigare kvarteren i London. Hon bestämde sig för att påvisa orättvisorna och klasskillnaderna i Storbritannien, speciellt i det dåtida London. Därför gjorde hon en väggmålning på Children's House i Bow, en bok med målningar med kommentarer med titeln Is It Well With The Child? (1938), och hon skrev och illustrerade en bok som, olikt de flesta brittiska barnböcker vid den tiden, tog upp den brittiska arbetarklassens sociala verklighet.
Denna bok, The Family from One End Street (på sv. Barnen i Återvändsgränd), blev refuserad av ett flertal förlag som ansåg att den inte var passande för ungdomar. Men till slut gavs den ut av Frederick Muller, och vann Carnegie Medal som bästa barnbok 1937. 
Manuset till uppföljaren, Further Adventures of the Family from One End Street (på sv. Mera om barnen i Återvändsgränd), antogs ha blivit förstört i en brand 1941, men kunde räddas och gavs ut 1956. Ytterligare en bok i serien, Holiday at the Dew Drop Inn, utkom 1962.
Hon skrev och illustrerade även In and Out and Roundabout: Stories of a Little Town (1948), Lost and Found: Four Stories (1974) och First Affections (1982), och var illustratör till Bad Baron of Crashbania (1932), Robert Louis Stevensons A Child's Garden of Verses (1947), A Book of the Seasons: An Anthology (1952) och A Golden Land (1958).
Hon var också en entusiastisk globetrotter och påstås ha korsat norra polcirkeln 16 gånger. Hon var speciellt intresserad av den dansk-norska upptäckaren och missionären Hans Egede och gjorde många besök i Norge för att studera hans liv. Om detta skrev hon en radioteater, The Doll's House in the Arctic, och 1968 boken To Greenland's Icy Mountains.